# Zingiber integrum
Zingiber integrum là một loài thực vật có hoa trong họ Gừng. Loài này được Shao Quan Tong (童绍全, Đồng Thiệu Toàn) miêu tả khoa học đầu tiên năm 1987. Tên gọi thông thường trong tiếng Trung là 全舌姜 (toàn thiệt khương), nghĩa là gừng lưỡi bẹ nguyên.

## Mẫu định danh
Mẫu định danh: Tong S.Q. & Liu S. 24918; thu thập ngày 29 tháng 7 năm 1981 ở cao độ 900 m, tọa độ 21°58′59″B 100°49′1″Đ / 21,98306°B 100,81694°Đ, huyện Cảnh Hồng (nay là thành phố cấp huyện Cảnh Hồng), châu tự trị Tây Song Bản Nạp, tỉnh Vân Nam, Trung Quốc. Mẫu holotype lưu giữ Vườn Thực vật Nhiệt đới Tây Song Bản Nạp, Vân Nam (HITBC). Trong bài báo gốc các tác giả ghi là lưu giữ tại Viện Thực vật Nhiệt đới Vân Nam (YNTBI).

## Từ nguyên
Tính từ định danh integrum (giống đực: integer, giống cái: integra) là tiếng La tinh, nghĩa là nguyên, toàn bộ, trọn vẹn; ở đây để nói lưỡi bẹ nguyên của loài này.

## Phân bố
Loài này có tại tây nam tỉnh Vân Nam (thành phố cấp huyện Cảnh Hồng), Trung Quốc và miền bắc Thái Lan (các tỉnh Chiang Mai, Mae Hong Son). Môi trường sống là các hào rãnh trong rừng, ở cao độ 200-1.250 m.

## Mô tả
Thân giả 1,5–2 m. Lá không cuống; lưỡi bẹ màu tía nhạt, nguyên, 5–7 cm; phiến lá hình mác hoặc thuôn dài-hình mác, 40-70 × 8-9,5 cm, mặt gần trục thưa lông dọc theo hai bên gân giữa, mặt xa trục thưa lông, ngoại trừ rậm lông tơ dọc theo hai bên gân giữa, phần gốc gân giữa nở rộng và đậm các chấm màu đỏ ở hai bên, đáy gần thuôn tròn hoặc hình nêm, đỉnh nhọn thon. Cụm hoa mọc từ thân rễ, hình trứng hoặc hình đầu 5-7 × 4-4,5 cm; cuống cụm hoa 2–4 cm; lá bắc hình trứng hoặc thuôn dài rộng, 4-4,5 × 2-2,3 cm, các lá bắc trong thon nhỏ dần-hình tam giác, 3,4-4 × 0,4-0,5 cm, đỉnh nhọn; lá bắc con màu đỏ, dài 3,4–4 cm. Đài hoa màu trắng, 2,5–3 cm, 3 góc, đỉnh 3 răng. Tràng hoa màu trắng với đỉnh màu đỏ, 4-4,3 cm; các thùy màu đỏ, hình mác, thùy giữa 2,5-3 × 1,5–3 cm, các thùy bên hẹp hơn. Cánh môi màu nâu nhạt với các đốm đen; thùy giữa giống lưỡi bẹ, 2,8-3,2 × 0,9-1,1 cm; các thùy bên 1,6-1,9 × 1,1-1,3 cm. Bao phấn không cuống, màu trắng, dài ~1,3 cm; phần phụ kết nối dài ~1,4 cm. Bầu nhụy có lông tơ màu nâu nhạt. Ra hoa tháng 7.